# Oleh Volosovsky
 (juillet 2024).
Oleg Volosovskiy (en ukrainien : Олег Вадимович Волосовський; né le 26 janvier 1971) est un architecte, designer, scénographe et conférencier ukrainien. Il est le fondateur de Loft buro.

## Jeunesse
Oleg Volosovskiy est né à Kiev, en Ukraine, le 26 janvier 1971. Son père était initialement ingénieur en électronique, puis il a commencé à travailler dans la bijouterie. Son grand-père était architecte éclairagiste, responsable de l'illumination à décharge de gaz de la rue Khrechtchatyk à Kiev.
En 1994, il a obtenu son diplôme de l'Académie nationale des Beaux-arts et d'architecture avec une spécialisation en design architectural.
Pendant ses études à l'académie, lui et ses collègues ont créé leurs premiers petits projets.

## Carrière
En 1995, Oleg Volosovskiy a commencé sa carrière professionnelle dans l'architecture et a fondé Studio 2111 à Kiev. Les projets ont été réalisés en utilisant les installations de sa petite production. Le studio conçoit des intérieurs pour des bars, des magasins et des centres de divertissement.
Plus tard, il a ajouté des accessoires et des costumes pour les artistes de cirque comme domaine de travail distinct. Son travail en tant que décorateur au Théâtre Roman Viktiouk a été une étape importante. Il a décoré les scènes du Palais national des arts "Ukraine" et du Théâtre national académique d'opéra et de ballet Taras Shevchenko d'Ukraine.
Il a conçu l'espace pour les émissions de télé-réalité ukrainiennes "On Knives", "Behind the Glass" et "Hell's Kitchen".
En 2001, le studio a été réorganisé et son nom a été changé. Oleg est devenu le fondateur et l'architecte en chef de Loft buro (Kiev, Ukraine), une entreprise spécialisée dans le design d'intérieur pour des espaces publics et privés en Ukraine et à l'étranger.
Le studio est connu pour travailler dans le style loft colonial, utilisé pour la première fois dans leurs projets, exemplifiés par les appartements Hayloft, et East-West, le chalet Enjoy the Silence, les restaurants Marokana, Chi et Ugli.
En 2023, les projets de loft buro ont été inclus dans le livre UkraineRising (publié par gestalten & Lucia Bondar), qui présente les réalisations de 70 créateurs ukrainiens dans diverses industries,. Les travaux du studio sont publiés dans des publications internationales: Elle, ArchDaily, designboom. Les projets sont nommés pour participer à des prix internationaux et nationaux: Dezeen Awards, Frame Awards, SBID, Restaurant & Bar Design Awards.
Après l'invasion de l'Ukraine en 2022, le studio a commencé à travailler sur des projets sociaux, y compris des logements modulaires pour les personnes déplacées à l'intérieur du pays et des modules de logement pour l'amélioration de l'habitat.